# Đệ Nhất Cộng hòa Armenia
Đệ nhất Cộng hòa Armenia, tên chính thức khi còn tồn tại là Cộng hòa Armenia (tiếng Armenia: Հայաստանի Հանրապետութիւն), là nhà nước Armenia đầu tiên kể từ khi Armenia mất đi sự độc lập vào thời Trung Cổ.
Nước cộng hòa được lập nên từ những vùng đông người Armenia cư ngụ của Đế quốc Nga (đã tan rã), được gọi là Đông Armenia hay Armenia thuộc Nga. Lãnh đạo của chính phủ này chủ yếu là người của Liên đoàn Cách mạng Armenia (ARF hay Dashnaktsutyun). Đệ nhất Cộng hòa Armenia tiếp giáp với Cộng hòa Dân chủ Gruzia về phía bắc, Đế quốc Ottoman về phía tây, Ba Tư về phía nam, và Cộng hòa Dân chủ Azerbaijan về phía đông. Nó có tổng diện tích chừng 70.000 km² (174.000 km² theo hiệp ước Sèvres) và dân số khoảng 1,3 triệu người.
Hội đồng Quốc gia Armenia tuyên bố sự độc lập của Armenia vào ngày 28 tháng 5 năm 1918. Từ đây, Armenia đã phải đối mặt với một loạt các vấn đề cả trong và ngoài nước. Cuộc khủng hoảng nhân đạo xuất hiện từ hậu quả của cuộc diệt chủng người Armenia khi hàng chục ngàn người tị nạn từ đế quốc Ottoman đến đây. Nước cộng hòa tồn tại được hơn hai năm, trong thời gian đó, nó đã dính vào nhiều cuộc xung đột vũ trang do tranh chấp lãnh thổ. Vào cuối năm 1920, Đệ nhất Cộng hòa Armenia bị Hồng Quân xâm lược thành công. Đệ nhất Cộng hòa, cùng với Cộng hòa Armenia miền Núi mà đã chống lại cuộc xâm lăng của quân Liên Xô cho đến 1921, sụp đổ, bị thay thế bởi Cộng hòa Xã hội chủ nghĩa Xô viết Armenia rồi trở thành một phần của Liên Xô năm 1922. Sau sự tan rã của Liên Xô, năm 1991, Cộng hòa Armenia mới được thiết lập.